# Lista de prêmios e indicações recebidos por Justin Bieber
Esta é a lista de prêmios e indicações recebidos por Justin Bieber, cantor canadense de pop e R&B. Em 2010, Justin lançou seu primeiro álbum de estúdio, My World 2.0, que recebeu uma indicação e foi premiado no  American Music Awards na categoria "Álbum de Pop/Rock favorito". Na mesma premiação, Justin venceu as outras três categorias em que concorria. No mesmo ano, Bieber venceu três de quatro categorias no MuchMusic Video Awards.  Os singles "Baby" e "One Time" se destacaram em muitas premiações como o Kids' Choice Awards, MuchMusic Video Awards e o Billboard Music Awards, vencendo todas as categorias em que foram nomeados nas premiações citadas, exceto em 2016. Ainda em 2010, Bieber foi indicado cinco vezes ao Teen Choice Awards, onde foi premiado em quatro das cinco categorias, sendo uma das indicações para My World 2.0.
My World 2.0 também recebeu duas indicações ao Juno Awards, o cantor não venceu nenhuma das três categorias e veio a ganhar essa premiação apenas em 2011. "Baby" e "One Time" foram ambos nomeados ao MuchMusic Video Awards para "Vídeo internacional do ano por um canadense", sendo "Baby" o vencedor. Foi indicado na categoria "Artista internacional favorito" no VMB, premiação da MTV Brasil.
Em 2011, foi indicado pela primeira vez ao mais prestigioso prêmio da indústria, o Grammy Award, em duas categorias, não sendo premiado em nenhuma delas. Bieber só veio a vencer o prêmio em 2016, com "Where Are Ü Now", colaboração com o duo Jack Ü. Foi nomeado em doze categorias no  Billboard Music Awards, onde ganhou sete prêmios. Com o lançamento do documentário Justin Bieber: Never Say Never, Bieber foi nomeado ao MTV Movie Awards na categoria "Melhor momento de cair o queixo", onde saiu vencedor. O vídeo musical da canção "That Should Be Me", com a participação da banda country Rascal Flatts, rendeu ao cantor o prêmio de "Vídeo Colaborativo do Ano" no CMT Music Awards. Foi novamente nomeado ao Juno Awards, vencendo duas das quatro categorias em que estava concorrendo. Venceu quatro de cinco nomeações no Teen Choice Awards, sendo nessa premiação onde ele foi nomeado pela primeira vez por interpretar Jason McCann no seriado CSI, na categoria "Vilão". Ainda recebeu três indicações no MTV Europe Music Awards, onde foi premiado em duas.

## American Music Awards
O American Music Awards é uma das maiores premiações anuais da música norte-americana (ao lado do Grammy e do Billboard Music Awards). O AMAs foi criado por Dick Clark em 1973.
| Ano  | Trabalho nomeado    | Categoria                     | Resultado | Ref.   |
| ---- | ------------------- | ----------------------------- | --------- | ------ |
| 2010 | Justin Bieber       | Artist of the Year            | Venceu    | [ 16 ] |
| 2010 | Justin Bieber       | Favorite Pop/Rock Male Artist | Venceu    | [ 16 ] |
| 2010 | Justin Bieber       | New Artist of the Year        | Venceu    | [ 16 ] |
| 2010 | My World 2.0        | Favorite Pop/Rock Album       | Venceu    | [ 16 ] |
| 2011 | Justin Bieber       | Favorite Pop/Rock Male Artist | Indicado  | [ 17 ] |
| 2012 | Justin Bieber       | Artist of the Year            | Venceu    | [ 18 ] |
| 2012 | Justin Bieber       | Favorite Pop/Rock Male Artist | Venceu    | [ 18 ] |
| 2012 | Believe             | Favorite Pop/Rock Album       | Venceu    | [ 18 ] |
| 2015 | "Where Are Ü Now"   | Collaboration of the Year     | Venceu    | [ 19 ] |
| 2016 | Justin Bieber       | Artist of the Year            | Indicado  | [ 20 ] |
| 2016 | Justin Bieber       | Favorite Pop/Rock Male Artist | Venceu    | [ 20 ] |
| 2016 | "Love Yourself"     | Favorite Pop/Rock Song        | Venceu    | [ 20 ] |
| 2016 | "Sorry"             | Video of the Year             | Venceu    | [ 20 ] |
| 2016 | Purpose             | Favorite Pop/Rock Album       | Venceu    | [ 20 ] |
| 2017 | "I'm the One"       | Favorite Rap/Hip-Hop Song     | Venceu    | [ 21 ] |
| 2017 | "I'm the One"       | Collaboration of the Year     | Indicado  | [ 21 ] |
| 2017 | "Despacito" (Remix) | Collaboration of the Year     | Venceu    | [ 21 ] |
| 2017 | "Despacito" (Remix) | Favorite Pop/Rock Song        | Venceu    | [ 21 ] |
| 2020 | Justin Bieber       | Artist of the Year            | Indicado  | [ 22 ] |
| 2020 | Justin Bieber       | Favorite Pop/Rock Male Artist | Venceu    | [ 22 ] |
| 2020 | "10,000 Hours"      | Collaboration of the Year     | Venceu    | [ 22 ] |
| 2020 | "10,000 Hours"      | Favorite Country Song         | Venceu    | [ 22 ] |

### Latin American Music Awards
O Latin American Music Awards é a versão latino-americana dos AMAs, exibida na rede Telemundo e produzido por Dick Clark.
| Ano  | Trabalho nomeado    | Categoria                 | Resultado | Ref.   |
| ---- | ------------------- | ------------------------- | --------- | ------ |
| 2015 | "Where Are Ü Now"   | Favorite Dance Song       | Indicado  | [ 24 ] |
| 2016 | "Love Yourself"     | Favorite Song - Crossover | Venceu    | [ 25 ] |
| 2016 | Justin Bieber       | Favorite Crossover Artist | Venceu    | [ 25 ] |
| 2017 | Justin Bieber       | Favorite Crossover Artist | Indicado  | [ 26 ] |
| 2017 | "Despacito" (Remix) | Song of the Year          | Indicado  | [ 26 ] |
| 2017 | "Despacito" (Remix) | Favorite Pop/Rock Song    | Indicado  | [ 26 ] |
| 2017 | "Despacito" (Remix) | Favorite Collaboration    | Indicado  | [ 26 ] |

## APRA Awards
O APRA Music Awards é um prêmio anual australiano que visa celebrar a excelência na música contemporânea.
| Ano  | Trabalho nomeado | Categoria                      | Resultado | Ref.   |
| ---- | ---------------- | ------------------------------ | --------- | ------ |
| 2017 | "Love Yourself"  | International Work of the Year | Indicado  | [ 28 ] |
| 2017 | "Sorry"          | International Work of the Year | Indicado  | [ 28 ] |

## Bambi Award
O Bambi é uma premiação alemã anual, destinada a premiar os melhores da televisão e música em escala global. Os prêmios são concedidos pela empresa alemã Hubert Burda Media.
| Ano  | Trabalho nomeado | Categoria     | Resultado | Ref.   |
| ---- | ---------------- | ------------- | --------- | ------ |
| 2011 | Justin Bieber    | Entertainment | Venceu    | [ 30 ] |

## BET Awards
O BET Awards é uma premiação musical realizada desde 2001 pela Black Entertainment Television, para premiar os afro-americanos da música, cinema, esporte entre outras categorias. A cerimônia acontece anualmente e é transmitida ao vivo pelo canal de televisão BET.
| Ano  | Trabalho nomeado | Categoria       | Resultado | Ref.   |
| ---- | ---------------- | --------------- | --------- | ------ |
| 2010 | Justin Bieber    | Best New Artist | Indicado  | [ 32 ] |

## Billboard

### Billboard JapanMusic Awards
O Billboard Japan Music Awards é uma premiação dada pela Billboard Japan, edição japonesa da revista Billboard. Os indicados são definidos por sua performance nas tabelas musicais do país.
| Ano  | Trabalho nomeado | Categoria                   | Resultado | Ref.   |
| ---- | ---------------- | --------------------------- | --------- | ------ |
| 2010 | "Baby"           | Hot 100 Airplay of the Year | Venceu    | [ 34 ] |

### BillboardLatin Music Awards
O Billboard Latin Music Awards é uma premiação anual da música latina, feita pela revista Billboard.
| Ano  | Trabalho nomeado    | Categoria                          | Resultado | Ref.   |
| ---- | ------------------- | ---------------------------------- | --------- | ------ |
| 2018 | Justin Bieber       | Crossover Artist of the Year       | Venceu    | [ 36 ] |
| 2018 | Justin Bieber       | Songwriter of the Year             | Indicado  | [ 36 ] |
| 2018 | "Despacito" (Remix) | Hot Latin Song of the Year         | Venceu    | [ 36 ] |
| 2018 | "Despacito" (Remix) | Hot Latin Song of the Year - Vocal | Venceu    | [ 36 ] |
| 2018 | "Despacito" (Remix) | Airplay Song of the Year           | Venceu    | [ 36 ] |
| 2018 | "Despacito" (Remix) | Digital Song of the Year           | Venceu    | [ 36 ] |
| 2018 | "Despacito" (Remix) | Streaming Song of the Year         | Venceu    | [ 36 ] |
| 2018 | "Despacito" (Remix) | Latin Pop Song of the Year         | Venceu    | [ 36 ] |
| 2020 | "Despacito" (Remix) | Latin Song of the Decade           | Venceu    | [ 37 ] |

### BillboardMusic Awards
O Billboard Music Awards, patrocinado pela revista Billboard é uma cerimónia de entrega de prêmios nos Estados Unidos da América, para homenagear artistas da indústria musical.
| Ano  | Trabalho nomeado    | Categoria                  | Resultado | Ref.   |
| ---- | ------------------- | -------------------------- | --------- | ------ |
| 2011 | Justin Bieber       | Top Artist                 | Indicado  | [ 39 ] |
| 2011 | Justin Bieber       | Top New Artist             | Venceu    | [ 39 ] |
| 2011 | Justin Bieber       | Top Social Artist          | Venceu    | [ 39 ] |
| 2011 | Justin Bieber       | Top Billboard 200 Artist   | Indicado  | [ 39 ] |
| 2011 | Justin Bieber       | Top Streaming Artist       | Venceu    | [ 39 ] |
| 2011 | Justin Bieber       | Top Digital Media Artist   | Venceu    | [ 39 ] |
| 2011 | Justin Bieber       | Top Male Artist            | Indicado  | [ 39 ] |
| 2011 | Justin Bieber       | Top Pop Artist             | Indicado  | [ 39 ] |
| 2011 | My World 2.0        | Billboard 200 Album        | Indicado  | [ 39 ] |
| 2011 | My World 2.0        | Top Pop Album              | Venceu    | [ 39 ] |
| 2011 | "Baby"              | Top Song                   | Venceu    | [ 39 ] |
| 2012 | Justin Bieber       | Top Male Artist            | Indicado  | [ 40 ] |
| 2012 | Justin Bieber       | Top Billboard 200 Artist   | Indicado  | [ 40 ] |
| 2012 | Justin Bieber       | Top Social Artist          | Venceu    | [ 40 ] |
| 2012 | Justin Bieber       | Top Digital Media Artist   | Indicado  | [ 40 ] |
| 2012 | Under the Mistletoe | Top Pop Album              | Indicado  | [ 40 ] |
| 2013 | Justin Bieber       | Top Artist                 | Indicado  | [ 41 ] |
| 2013 | Justin Bieber       | Top Billboard 200 Artist   | Indicado  | [ 41 ] |
| 2013 | Justin Bieber       | Top Social Artist          | Venceu    | [ 41 ] |
| 2013 | Justin Bieber       | Top Male Artist            | Venceu    | [ 41 ] |
| 2013 | Justin Bieber       | Top Pop Artist             | Indicado  | [ 41 ] |
| 2013 | Justin Bieber       | Milestone Award            | Venceu    | [ 41 ] |
| 2013 | Believe             | Top Pop Album              | Indicado  | [ 41 ] |
| 2014 | Justin Bieber       | Top Social Artist          | Venceu    | [ 42 ] |
| 2015 | Justin Bieber       | Top Social Artist          | Venceu    | [ 43 ] |
| 2016 | Justin Bieber       | Top Social Artist          | Venceu    | [ 44 ] |
| 2016 | Justin Bieber       | Top Artist                 | Indicado  | [ 44 ] |
| 2016 | Justin Bieber       | Top Song Sales Artist      | Indicado  | [ 44 ] |
| 2016 | Justin Bieber       | Top Male Artist            | Venceu    | [ 44 ] |
| 2016 | Justin Bieber       | Top Billboard 200 Artist   | Indicado  | [ 44 ] |
| 2016 | Justin Bieber       | Top Hot 100 Artist         | Indicado  | [ 44 ] |
| 2016 | Justin Bieber       | Top Radio Songs Artist     | Indicado  | [ 44 ] |
| 2016 | Justin Bieber       | Top Streaming Songs Artist | Indicado  | [ 44 ] |
| 2016 | Purpose             | Top Billboard 200 Album    | Indicado  | [ 44 ] |
| 2016 | "What Do You Mean?" | Top Streaming Song (Audio) | Indicado  | [ 44 ] |
| 2016 | "Sorry"             | Top Streaming Song (Audio) | Indicado  | [ 44 ] |
| 2016 | "Where Are Ü Now"   | Top Dance/Electronic Song  | Indicado  | [ 44 ] |
| 2017 | "Cold Water"        | Top Dance/Electronic Song  | Indicado  | [ 45 ] |
| 2017 | "Let Me Love You"   | Top Dance/Electronic Song  | Indicado  | [ 45 ] |
| 2017 | Justin Bieber       | Top Artist                 | Indicado  | [ 45 ] |
| 2017 | Justin Bieber       | Top Male Artist            | Indicado  | [ 45 ] |
| 2017 | Justin Bieber       | Top Radio Songs Artist     | Indicado  | [ 45 ] |
| 2017 | Justin Bieber       | Top Social Artist          | Indicado  | [ 45 ] |
| 2017 | Justin Bieber       | Top Touring Artist         | Indicado  | [ 45 ] |
| 2018 | Justin Bieber       | Top Social Artist          | Indicado  | [ 46 ] |
| 2018 | "Despacito" (Remix) | Top Hot 100 Song           | Venceu    | [ 46 ] |
| 2018 | "Despacito" (Remix) | Top Streaming Song (Audio) | Indicado  | [ 46 ] |
| 2018 | "Despacito" (Remix) | Top Streaming Song (Video) | Venceu    | [ 46 ] |
| 2018 | "Despacito" (Remix) | Top Selling Song           | Venceu    | [ 46 ] |
| 2018 | "Despacito" (Remix) | Top Collaboration          | Venceu    | [ 46 ] |
| 2018 | "Despacito" (Remix) | Top Latin Song             | Venceu    | [ 46 ] |
| 2018 | "I'm The One"       | Top Rap Song               | Indicado  | [ 46 ] |
| 2019 | "No Brainer"        | Top R&B Song               | Indicado  | [ 47 ] |
| 2020 | "I Don't Care"      | Top Collaboration          | Indicado  | [ 48 ] |
| 2020 | "I Don't Care"      | Top Radio Song             | Indicado  | [ 48 ] |
| 2020 | "10,000 Hours"      | Top Country Song           | Venceu    | [ 48 ] |
| 2020 | Changes             | Top R&B Album              | Indicado  | [ 48 ] |

### BillboardTouring Awards
Billboard Touring Awards é uma premiação feita anualmente pela revista Billboard, a qual premia as melhores empresas e artistas do setor do entretenimento ao vivo.
| Ano  | Trabalho nomeado   | Categoria                           | Resultado | Ref.   |
| ---- | ------------------ | ----------------------------------- | --------- | ------ |
| 2013 | Justin Bieber      | Eventful Fan's Choice Award         | Indicado  | [ 50 ] |
| 2016 | Purpose World Tour | Top Package                         | Venceu    | [ 51 ] |
| 2016 | Purpose World Tour | Concert Marketing & Promotion Award | Indicado  | [ 51 ] |

## Brit Awards
Os BRIT Awards, frequentemente chamados de The BRIT's, são os prémios anuais da música no Reino Unido, fundados pela Indústria Fonográfica Britânica.
| Ano  | Trabalho nomeado | Categoria                      | Resultado | Ref.   |
| ---- | ---------------- | ------------------------------ | --------- | ------ |
| 2011 | Justin Bieber    | International Breakthrough Act | Venceu    | [ 53 ] |
| 2016 | Justin Bieber    | International Male Artist      | Venceu    | [ 54 ] |
| 2020 | "I Don't Care"   | Song of the Year               | Indicado  | [ 55 ] |

## CMT Music Awards
O CMT Music Awards é uma premiação que elege os melhores artistas e videoclipes da música country nos Estados Unidos. É transmitido pelo canal de televisão por assinatura Country Music Television.
| Ano  | Trabalho nomeado    | Categoria                       | Resultado | Ref.   |
| ---- | ------------------- | ------------------------------- | --------- | ------ |
| 2011 | "That Should Be Me" | Collaborative Video of the Year | Venceu    | [ 57 ] |

## Grammy

### Grammy Award
O Grammy Award é o mais prestigioso prêmio da indústria musical internacional, presenteado anualmente pela The Recording Academy dos Estados Unidos da América, honrando conquistas na arte de gravação musical e promovendo suporte à comunidade da indústria musical.
| Ano  | Trabalho nomeado            | Categoria                          | Resultado | Ref.   |
| ---- | --------------------------- | ---------------------------------- | --------- | ------ |
| 2011 | Justin Bieber               | Best New Artist                    | Indicado  | [ 59 ] |
| 2011 | My World 2.0                | Best Pop Vocal Album               | Indicado  | [ 59 ] |
| 2016 | "Where Are Ü Now"           | Best Dance Recording               | Venceu    | [ 8 ]  |
| 2017 | Purpose                     | Album of the Year                  | Indicado  | [ 60 ] |
| 2017 | Purpose                     | Best Pop Vocal Album               | Indicado  | [ 60 ] |
| 2017 | "Love Yourself"             | Song of the Year                   | Indicado  | [ 60 ] |
| 2017 | "Love Yourself"             | Best Pop Solo Performance          | Indicado  | [ 60 ] |
| 2018 | "Despacito" (Remix)         | Record Of The Year                 | Indicado  | [ 61 ] |
| 2018 | "Despacito" (Remix)         | Best Pop Duo/Group                 | Indicado  | [ 61 ] |
| 2018 | "Despacito" (Remix)         | Song Of The Year                   | Indicado  | [ 61 ] |
| 2021 | Changes                     | Best Pop Vocal Album               | Indicado  | [ 62 ] |
| 2021 | "Yummy"                     | Best Pop Solo Performance          | Indicado  | [ 62 ] |
| 2021 | "Intentions"                | Best Pop Duo/Group Performance     | Indicado  | [ 62 ] |
| 2021 | "10,000 Hours"              | Best Country Duo/Group Performance | Venceu    | [ 62 ] |
| 2022 | "Peaches"                   | Best Music Video                   | Indicado  | [ 63 ] |
| 2022 | "Peaches"                   | R&B Perfomance                     | Indicado  | [ 63 ] |
| 2022 | "Peaches"                   | Record Of The Year                 | Indicado  | [ 63 ] |
| 2022 | "Peaches"                   | Song Of The Year                   | Indicado  | [ 63 ] |
| 2022 | "Anyone"                    | Best Solo Perfomance               | Indicado  | [ 63 ] |
| 2022 | "Lonely" feat. Benny Blanco | Best Pop Duo/Group Perfomance      | Indicado  | [ 63 ] |
| 2022 | "Justice"                   | Album Of The Year                  | Indicado  | [ 63 ] |
| 2022 | "Justice"                   | Best Pop Vocal Album               | Indicado  | [ 63 ] |

### Grammy Latino
O Grammy Latino é uma premiação da música latina, criada em 2000 pela Academia Latina da Gravação. O prêmio prestigia produções internacionais gravadas em espanhol ou português e é apresentado nos Estados Unidos.
| Ano  | Trabalho nomeado    | Categoria                     | Resultado | Ref.   |
| ---- | ------------------- | ----------------------------- | --------- | ------ |
| 2017 | "Despacito" (Remix) | Best Urban Fusion/Performance | Venceu    | [ 65 ] |

## Juno Award
Os prêmios Juno Award são concedidos anualmente pela Academia Canadense de Artes e Ciências Fonográficas (Canadian Academy of Recording Arts and Sciences) para honrar a excelência de cantores e músicos canadenses.
| Ano  | Trabalho nomeado    | Categoria              | Resultado | Ref.   |
| ---- | ------------------- | ---------------------- | --------- | ------ |
| 2010 | My World            | Album of the Year      | Indicado  | [ 67 ] |
| 2010 | My World            | Pop Album of the Year  | Indicado  |        |
| 2010 | Justin Bieber       | New Artist of the Year | Indicado  |        |
| 2011 | Justin Bieber       | Artist of the Year     | Indicado  | [ 68 ] |
| 2011 | Justin Bieber       | Fan Choice Award       | Venceu    | [ 68 ] |
| 2011 | My World 2.0        | Album of the Year      | Indicado  | [ 68 ] |
| 2011 | My World 2.0        | Pop Album of the Year  | Venceu    | [ 68 ] |
| 2012 | Under the Mistletoe | Album of the Year      | Indicado  | [ 69 ] |
| 2012 | Justin Bieber       | Fan Choice Award       | Venceu    | [ 69 ] |
| 2013 | Justin Bieber       | Fan Choice Award       | Venceu    | [ 70 ] |
| 2013 | Justin Bieber       | Artist of the Year     | Indicado  | [ 70 ] |
| 2013 | Believe             | Album of the Year      | Indicado  | [ 70 ] |
| 2013 | Believe             | Pop Album of the Year  | Indicado  | [ 70 ] |
| 2014 | Justin Bieber       | Fan Choice             | Venceu    | [ 71 ] |
| 2016 | Justin Bieber       | Artist of the Year     | Indicado  | [ 72 ] |
| 2016 | Justin Bieber       | Fan Choice Award       | Venceu    | [ 72 ] |
| 2016 | Purpose             | Pop Album of the Year  | Venceu    | [ 72 ] |
| 2016 | Purpose             | Album of the Year      | Indicado  | [ 72 ] |
| 2016 | "What Do You Mean?" | Single of the Year     | Indicado  | [ 72 ] |
| 2017 | Justin Bieber       | Fan Choice Award       | Indicado  | [ 73 ] |
| 2018 | Justin Bieber       | Fan Choice Award       | Indicado  | [ 74 ] |
| 2020 | Justin Bieber       | Fan Choice Award       | Indicado  | [ 75 ] |
| 2021 | Justin Bieber       | Fan Choice Award       | Pendente  | [ 76 ] |
| 2021 | Justin Bieber       | Artist of the Year     | Pendente  | [ 76 ] |
| 2021 | Changes             | Album of the Year      | Pendente  | [ 76 ] |
| 2021 | Changes             | Pop Album of the Year  | Pendente  | [ 76 ] |
| 2021 | "Intentions"        | Single of the Year     | Pendente  | [ 76 ] |

## MTV

### MTV Europe Music Awards
MTV Europe Music Awards, mais conhecido como EMA, é uma premiação de música que ocorre anualmente no mês de novembro. Foi estabelecido em 1994 pela MTV europeia para celebrar os artistas, músicas e videoclipes mais populares na Europa.
| Ano  | Trabalho nomeado    | Categoria                    | Resultado | Ref.   |
| ---- | ------------------- | ---------------------------- | --------- | ------ |
| 2010 | Justin Bieber       | Best New Act                 | Indicado  | [ 78 ] |
| 2010 | Justin Bieber       | Best Push Act                | Venceu    | [ 78 ] |
| 2010 | Justin Bieber       | Best Male                    | Venceu    | [ 78 ] |
| 2011 | Justin Bieber       | Best Male                    | Venceu    | [ 14 ] |
| 2011 | Justin Bieber       | MTV Voice Awards             | Venceu    | [ 14 ] |
| 2011 | Justin Bieber       | Best Pop                     | Venceu    | [ 14 ] |
| 2011 | Justin Bieber       | Biggest Fans                 | Indicado  | [ 14 ] |
| 2012 | Justin Bieber       | Best Male                    | Venceu    | [ 79 ] |
| 2012 | Justin Bieber       | Best Pop                     | Venceu    | [ 79 ] |
| 2012 | Justin Bieber       | Biggest Fans                 | Indicado  | [ 79 ] |
| 2012 | Justin Bieber       | Best World Stage Performance | Venceu    | [ 79 ] |
| 2013 | Justin Bieber       | Best Pop                     | Indicado  | [ 80 ] |
| 2013 | Justin Bieber       | Best Male                    | Venceu    | [ 80 ] |
| 2013 | Justin Bieber       | Best Northern American Act   | Venceu    | [ 80 ] |
| 2013 | Justin Bieber       | Biggest Fans                 | Indicado  | [ 80 ] |
| 2014 | Justin Bieber       | Best Canadian Act            | Venceu    | [ 81 ] |
| 2014 | Justin Bieber       | Biggest Fans                 | Indicado  | [ 81 ] |
| 2014 | Justin Bieber       | Best Male                    | Venceu    | [ 81 ] |
| 2015 | Justin Bieber       | Best Male                    | Venceu    | [ 82 ] |
| 2015 | Justin Bieber       | Best Pop                     | Indicado  | [ 82 ] |
| 2015 | Justin Bieber       | Best Worldwide Act           | Venceu    | [ 82 ] |
| 2015 | Justin Bieber       | Biggest Fans                 | Venceu    | [ 82 ] |
| 2015 | Justin Bieber       | Best Look                    | Venceu    | [ 82 ] |
| 2015 | "Where Are Ü Now"   | Best Collaboration           | Venceu    | [ 82 ] |
| 2016 | Justin Bieber       | Best Male                    | Indicado  | [ 83 ] |
| 2016 | Justin Bieber       | Best Pop                     | Indicado  | [ 83 ] |
| 2016 | Justin Bieber       | Biggest Fans                 | Venceu    | [ 83 ] |
| 2016 | Justin Bieber       | Best Canadian Act            | Indicado  | [ 83 ] |
| 2016 | "Sorry"             | Best Song                    | Venceu    | [ 83 ] |
| 2017 | "Despacito" (Remix) | Best Song                    | Indicado  | [ 84 ] |
| 2017 | Justin Bieber       | Biggest Fans                 | Indicado  | [ 84 ] |
| 2017 | Justin Bieber       | Best Canadian Act            | Indicado  | [ 84 ] |
| 2020 | Justin Bieber       | Best Canadian Act            | Indicado  | [ 85 ] |
| 2020 | Justin Bieber       | Biggest Fans                 | Indicado  | [ 85 ] |
| 2020 | Justin Bieber       | Best Artist                  | Indicado  | [ 85 ] |
| 2020 | Justin Bieber       | Best Pop                     | Indicado  | [ 85 ] |
| 2020 | "Intentions"        | Best Collaboration           | Indicado  | [ 85 ] |

### MTV Movie Awards
O MTV Movie Awards é um programa de entrega de prêmios de filmes apresentado anualmente pela MTV. Os vencedores são decididos pela escolha do público, que podem votar pelo site oficial da emissora.
| Ano  | Trabalho nomeado               | Categoria                | Resultado | Ref.   |
| ---- | ------------------------------ | ------------------------ | --------- | ------ |
| 2011 | Justin Bieber: Never Say Never | Best Jaw Dropping Moment | Venceu    | [ 87 ] |

### MTV TRL Awards
O MTV TRL Awards foi criado em 2006 pela MTV Itália. A cerimônia premia os mais populares no país nas áreas da música, cinema e moda.
| Ano  | Trabalho nomeado    | Categoria                     | Resultado | Ref.   |
| ---- | ------------------- | ----------------------------- | --------- | ------ |
| 2010 | Justin Bieber       | Best International Act        | Venceu    | [ 88 ] |
| 2012 | Justin Bieber       | Best Look                     | Venceu    | [ 89 ] |
| 2013 | Justin Bieber       | Best Fan                      | Indicado  | [ 90 ] |
| 2013 | Justin Bieber       | Artist Saga                   | Indicado  | [ 90 ] |
| 2013 | Justin Bieber       | Best Tweet                    | Venceu    | [ 90 ] |
| 2013 | "#thatPower"        | Best Energic Video            | Venceu    | [ 90 ] |
| 2014 | Justin Bieber       | Best Fan                      | Indicado  | [ 91 ] |
| 2014 | Justin Bieber       | Artist Saga                   | Indicado  | [ 91 ] |
| 2015 | Justin Bieber       | Best Fan                      | Indicado  | [ 92 ] |
| 2015 | Justin Bieber       | Artist Saga                   | Indicado  | [ 92 ] |
| 2015 | Justin Bieber       | Top Instagram Star            | Venceu    | [ 92 ] |
| 2016 | Justin Bieber       | Best International Male       | Venceu    | [ 93 ] |
| 2016 | Justin Bieber       | Best Tormentone               | Venceu    | [ 93 ] |
| 2016 | Justin Bieber       | Artist Saga                   | Indicado  | [ 93 ] |
| 2016 | "What Do You Mean?" | AIR VIGORSOL Best Fresh Video | Venceu    | [ 93 ] |
| 2017 | Justin Bieber       | Best International Male       | Venceu    | [ 94 ] |
| 2017 | Justin Bieber       | Best Fan                      | Indicado  | [ 94 ] |

### MTV Video Music Awards
O MTV Video Music Awards foi apresentado pela primeira vez em 1984 pela MTV, de forma a enaltecer os melhores videoclipes do ano. Originalmente concebidos como uma alternativa aos Grammy Awards, os MTV Video Music Awards são agora um programa de entrega de prémios da cultura pop respeitado.
| Ano  | Trabalho nomeado      | Categoria                    | Resultado | Ref.    |
| ---- | --------------------- | ---------------------------- | --------- | ------- |
| 2010 | "Baby"                | Best New Artist              | Venceu    | [ 96 ]  |
| 2011 | "U Smile"             | Best Male Video              | Venceu    | [ 97 ]  |
| 2012 | "Boyfriend"           | Best Male Video              | Indicado  | [ 98 ]  |
| 2012 | "Boyfriend"           | Best Pop Video               | Indicado  | [ 98 ]  |
| 2015 | "Where Are Ü Now"     | Song of Summer               | Indicado  | [ 99 ]  |
| 2015 | "Where Are Ü Now"     | Best Editing                 | Indicado  | [ 99 ]  |
| 2015 | "Where Are Ü Now"     | Best Art Direction           | Indicado  | [ 99 ]  |
| 2015 | "Where Are Ü Now"     | Best Visual Effects          | Venceu    | [ 99 ]  |
| 2016 | "Sorry"               | Best Pop Video               | Indicado  | [ 100 ] |
| 2016 | "Sorry"               | Video of the Year            | Indicado  | [ 100 ] |
| 2016 | Purpose: The Movement | Breakthrough Long Form Video | Indicado  | [ 100 ] |
| 2017 | "Cold Water"          | Best Dance                   | Indicado  | [ 101 ] |
| 2017 | "I'm the One"         | Best Hip Hop Video           | Indicado  | [ 101 ] |
| 2017 | "Despacito" (Remix)   | Song of the Summer           | Indicado  | [ 101 ] |
| 2019 | "I Don't Care"        | Song of the Summer           | Indicado  | [ 102 ] |
| 2019 | "I Don't Care"        | Best Collaboration           | Indicado  | [ 102 ] |
| 2020 | "Stuck with U"        | Best Collaboration           | Indicado  | [ 103 ] |
| 2020 | "Stuck with U"        | Best Music Video from Home   | Venceu    | [ 103 ] |
| 2020 | "Intentions"          | Best Pop                     | Indicado  | [ 103 ] |
| 2020 | Justin Bieber         | Artist of the Year           | Indicado  | [ 103 ] |

### MTV Video Music Brasil
O MTV Video Music Brasil (VMB) foi uma premiação musical realizada pela MTV Brasil, cuja primeira edição ocorreu em 1995 com o intuito de premiar os melhores videoclipes nacionais e internacionais através da votação de sua audiência e de um júri especializado para categorias técnicas.
| Ano  | Trabalho nomeado | Categoria                    | Resultado | Ref.    |
| ---- | ---------------- | ---------------------------- | --------- | ------- |
| 2010 | Justin Bieber    | Artista Internacional do Ano | Venceu    | [ 105 ] |
| 2012 | Justin Bieber    | Artista Internacional do Ano | Indicado  | [ 106 ] |

## MuchMusic Video Awards
MuchMusic Video Awards ou MMVA é uma das principais premiações do Canadá, realizado anualmente pelo canal MuchMusic.
| Ano  | Trabalho nomeado         | Categoria                                | Resultado | Ref.    |
| ---- | ------------------------ | ---------------------------------------- | --------- | ------- |
| 2010 | Justin Bieber            | New Artist                               | Venceu    | [ 2 ]   |
| 2010 | "Baby"                   | Canadian Video                           | Venceu    | [ 2 ]   |
| 2010 | "Baby"                   | International Video of the Year          | Venceu    | [ 2 ]   |
| 2010 | "One Time"               | International Video of the Year          | Indicado  | [ 2 ]   |
| 2011 | Justin Bieber            | Favorite Artist                          | Venceu    | [ 108 ] |
| 2011 | "Somebody to Love"       | International Video of the Year          | Venceu    | [ 108 ] |
| 2012 | "Boyfriend"              | International Video of the Year          | Venceu    | [ 109 ] |
| 2012 | "Boyfriend"              | Video of the Year by a Canadian          | Indicado  | [ 109 ] |
| 2012 | "Next 2 You"             | International Video of the Year - Artist | Indicado  | [ 109 ] |
| 2012 | Justin Bieber            | Favorite Artist                          | Venceu    | [ 109 ] |
| 2013 | Justin Bieber            | Your Fave Artist/Group                   | Venceu    | [ 110 ] |
| 2013 | "As Long as You Love Me" | International Video of The Year          | Indicado  | [ 110 ] |
| 2014 | "All That Matters"       | International Video of The Year          | Indicado  | [ 111 ] |
| 2014 | Justin Bieber            | Your Fave Artist/Group                   | Venceu    | [ 111 ] |
| 2015 | Justin Bieber            | Most Buzzworthy Canadian                 | Indicado  | [ 112 ] |
| 2015 | Justin Bieber            | Fan Fave Artist or Group                 | Venceu    | [ 112 ] |
| 2016 | Justin Bieber            | Fan Fave Artist or Group                 | Venceu    | [ 113 ] |
| 2016 | "What Do You Mean?"      | Most Buzzworthy Canadian                 | Indicado  | [ 113 ] |
| 2016 | "Sorry"                  | Canadian Single of the Year              | Indicado  | [ 113 ] |
| 2017 | Justin Bieber            | Most Buzzworthy Canadian                 | Indicado  | [ 114 ] |
| 2017 | Justin Bieber            | Fan Fave Artist or Group                 | Venceu    | [ 114 ] |

## Nickelodeon Kids' Choice Awards
O Nickelodeon Kids' Choice Awards (ou simplesmente KCAs) é a maior premiação infantil do planeta, exibida anualmente entre os meses de março e abril. São consagradas as personalidades da televisão, cinema e música do cotidiano.
| Ano  | Trabalho nomeado    | Categoria                    | Resultado | Ref.    |
| ---- | ------------------- | ---------------------------- | --------- | ------- |
| 2011 | Justin Bieber       | Favorite Male Singer         | Venceu    | [ 116 ] |
| 2011 | "Baby"              | Favorite Song                | Venceu    | [ 116 ] |
| 2012 | Justin Bieber       | Favorite Male Singer         | Venceu    | [ 117 ] |
| 2013 | Justin Bieber       | Favorite Male Singer         | Venceu    | [ 118 ] |
| 2016 | Justin Bieber       | Favorite Male Singer         | Venceu    | [ 119 ] |
| 2016 | "What Do You Mean?" | Favorite Song Of The Year    | Indicado  | [ 119 ] |
| 2016 | "Where Are Ü Now"   | Favorite Collaboration       | Indicado  | [ 119 ] |
| 2017 | Justin Bieber       | Favorite Male Singer         | Indicado  | [ 120 ] |
| 2018 | "I'm the One"       | Favorite Song                | Indicado  | [ 121 ] |
| 2018 | "Despacito" (Remix) | Favorite Song                | Indicado  | [ 121 ] |
| 2019 | "No Brainer"        | Favorite Collaboration       | Indicado  | [ 122 ] |
| 2020 | "10,000 Hours"      | Favorite Collaboration       | Indicado  | [ 123 ] |
| 2020 | "I Don't Care"      | Favorite Collaboration       | Indicado  | [ 123 ] |
| 2020 | Justin Bieber       | Favorite Male Artist         | Indicado  | [ 123 ] |
| 2021 | Justin Bieber       | Favorite Male Artist         | Venceu    | [ 124 ] |
| 2021 | "Yummy"             | Favorite Song                | Indicado  | [ 124 ] |
| 2021 | "Stuck with U"      | Favorite Music Collaboration | Venceu    | [ 124 ] |
| 2021 | "Holy"              | Favorite Music Collaboration | Indicado  | [ 124 ] |
| 2021 | "Lonely"            | Favorite Music Collaboration | Indicado  | [ 124 ] |

## NRJ Music Awards
O NRJ Music Awards foi criado em 2000 pela rádio NRJ em parceria com o canal de televisão TF1. A premiação acontece anualmente em meados de janeiro em Cannes, na França. São premiados músicos nacionais e internacionais de diferentes categorias.
| Ano  | Trabalho nomeado    | Categoria                             | Resultado | Ref.    |
| ---- | ------------------- | ------------------------------------- | --------- | ------- |
| 2011 | Justin Bieber       | International Revelation of the Year  | Venceu    | [ 126 ] |
| 2012 | Justin Bieber       | NRJ Award of Honor                    | Venceu    | [ 127 ] |
| 2013 | "Beauty and a Beat" | Music Video of the Year               | Indicado  | [ 128 ] |
| 2015 | Justin Bieber       | NRJ Award of Honor                    | Venceu    | [ 129 ] |
| 2016 | Justin Bieber       | International Male Artist Of The Year | Venceu    | [ 130 ] |
| 2016 | "Love Yourself"     | International Song Of The Year        | Venceu    | [ 130 ] |
| 2017 | "Despacito" (Remix) | International Song Of The Year        | Venceu    | [ 131 ] |
| 2017 | Justin Bieber       | International Male Artist Of The Year | Indicado  | [ 131 ] |

## People's Choice Awards
People's Choice Awards é uma premiação que reconhece as pessoas, músicas e séries da cultura popular. Foi criada pelo produtor Bob Stivers e é exibida desde 1975 pela CBS.
| Ano  | Trabalho nomeado    | Categoria                      | Resultado | Ref.    |
| ---- | ------------------- | ------------------------------ | --------- | ------- |
| 2011 | Justin Bieber       | Favorite Breakout Artist       | Indicado  | [ 133 ] |
| 2011 | "Baby"              | Favorite Music Video           | Indicado  | [ 133 ] |
| 2012 | Justin Bieber       | Favorite Male Artist           | Indicado  | [ 134 ] |
| 2013 | Justin Bieber       | Favorite Male Artist           | Indicado  | [ 135 ] |
| 2013 | Justin Bieber       | Favorite Music Fan Following   | Indicado  | [ 135 ] |
| 2013 | Justin Bieber       | Favorite Pop Artist            | Indicado  | [ 135 ] |
| 2013 | "Boyfriend"         | Favorite Music Video           | Indicado  | [ 135 ] |
| 2013 | Believe             | Favorite Album of the Year     | Indicado  | [ 135 ] |
| 2016 | Justin Bieber       | Favorite Male Singer           | Indicado  | [ 136 ] |
| 2016 | "What Do You Mean?" | Favorite Song                  | Venceu    | [ 136 ] |
| 2019 | "I Don’t Care"      | The Song of 2019               | Indicado  | [ 137 ] |
| 2019 | Justin Bieber       | The Social Celebrity of 2019   | Indicado  | [ 137 ] |
| 2020 | Justin Bieber       | Favorite Male Artist           | Venceu    | [ 138 ] |
| 2020 | Justin Bieber       | The Social Celebrity of 2020   | Indicado  | [ 138 ] |
| 2020 | "Intentions"        | The Song of 2020               | Indicado  | [ 138 ] |
| 2020 | "Stuck with U"      | The Song of 2020               | Indicado  | [ 138 ] |
| 2020 | "Holy"              | The Music Video of 2020        | Indicado  | [ 138 ] |
| 2020 | "Holy"              | The Collaboration Song of 2020 | Indicado  | [ 138 ] |
| 2020 | Changes             | The Album of 2020              | Indicado  | [ 138 ] |

## Teen Choice Awards
O Teen Choice Awards é uma premiação anual feita pela FOX, conhecido também como TCA. O programa homenageia as maiores realizações do ano nas áreas da música, filmes, esportes, e televisão, votado por adolescentes com idades compreendidas entre os 13-19 anos.
| Ano  | Trabalho nomeado               | Categoria                             | Resultado | Ref.    |
| ---- | ------------------------------ | ------------------------------------- | --------- | ------- |
| 2010 | Justin Bieber                  | Choice Music: Male Artist             | Venceu    | [ 140 ] |
| 2010 | Justin Bieber                  | Choice Music: Breakout Artist Male    | Venceu    | [ 140 ] |
| 2010 | Justin Bieber                  | Choice Summer Music Star: Male        | Venceu    | [ 140 ] |
| 2010 | Justin Bieber                  | Choice Fanatic Fans                   | Indicado  | [ 140 ] |
| 2010 | My World 2.0                   | Choice Music: Pop Album               | Venceu    | [ 140 ] |
| 2011 | CSI: Crime Scene Investigation | Choice TV: Villain                    | Venceu    | [ 13 ]  |
| 2011 | Justin Bieber                  | Choice Music: Male Artist             | Venceu    | [ 13 ]  |
| 2011 | Justin Bieber                  | Choice Red Carpet Icon: Male          | Indicado  | [ 13 ]  |
| 2011 | Justin Bieber                  | Choice Male Hottie                    | Venceu    | [ 13 ]  |
| 2011 | Justin Bieber                  | Choice Twit                           | Venceu    | [ 13 ]  |
| 2012 | Justin Bieber                  | Choice Twit                           | Indicado  | [ 141 ] |
| 2012 | Justin Bieber                  | Choice Music: Male Artist             | Venceu    | [ 141 ] |
| 2012 | Justin Bieber                  | Choice Red Carpet Icon: Male          | Venceu    | [ 141 ] |
| 2012 | Justin Bieber                  | Choice Male Hottie                    | Indicado  | [ 141 ] |
| 2012 | Justin Bieber                  | Choice Summer Music Star Male         | Venceu    | [ 141 ] |
| 2012 | "Boyfriend"                    | Choice Music by a Male Artist         | Venceu    | [ 141 ] |
| 2012 | "Die In Your Arms"             | Choice Love Song                      | Indicado  | [ 141 ] |
| 2012 | "All Around The World"         | Choice Summer Song                    | Indicado  | [ 141 ] |
| 2013 | "Beauty and a Beat"            | Choice Music: Single by a Male Artist | Venceu    | [ 141 ] |
| 2013 | Justin Bieber                  | Choice Male Hottie                    | Indicado  | [ 141 ] |
| 2013 | Justin Bieber                  | Choice Music: Male Artist             | Venceu    | [ 141 ] |
| 2013 | Justin Bieber                  | Choice Twitter personality            | Venceu    | [ 141 ] |
| 2014 | Justin Bieber                  | Choice Social Media King              | Indicado  | [ 142 ] |
| 2014 | Justin Bieber                  | Choice Twit                           | Indicado  | [ 142 ] |
| 2014 | Justin Bieber                  | Choice Instagrammer                   | Indicado  | [ 142 ] |
| 2015 | Justin Bieber                  | Choice Summer Music Star Male         | Indicado  | [ 143 ] |
| 2015 | Justin Bieber                  | Choice Male Hottie                    | Indicado  | [ 143 ] |
| 2015 | Justin Bieber                  | Choice Selfie Taker                   | Indicado  | [ 143 ] |
| 2015 | Justin Bieber                  | Choice Instagrammer                   | Indicado  | [ 143 ] |
| 2015 | Justin Bieber                  | Choice Twit                           | Indicado  | [ 143 ] |
| 2015 | Justin Bieber                  | Choice Social Media King              | Venceu    | [ 143 ] |
| 2015 | "Where Are Ü Now"              | Choice Song: Male Artist              | Indicado  | [ 143 ] |
| 2015 | "Where Are Ü Now"              | Choice Music: Break-Up Song           | Indicado  | [ 143 ] |
| 2015 | "Where Are Ü Now"              | Choice Music: Collaboration           | Indicado  | [ 143 ] |
| 2016 | Justin Bieber                  | Choice Music: Male Artist             | Venceu    | [ 144 ] |
| 2016 | Justin Bieber                  | Choice Summer Music Star: Male        | Indicado  | [ 144 ] |
| 2016 | Justin Bieber                  | Choice Male Hottie                    | Indicado  | [ 144 ] |
| 2016 | Justin Bieber                  | Choice Social Media King              | Indicado  | [ 144 ] |
| 2016 | Justin Bieber                  | Choice Twit                           | Venceu    | [ 144 ] |
| 2016 | Justin Bieber                  | Choice Instagrammer                   | Indicado  | [ 144 ] |
| 2016 | Justin Bieber                  | Choice Fandom                         | Indicado  | [ 144 ] |
| 2016 | Justin Bieber                  | Choice Selfie Taker                   | Indicado  | [ 144 ] |
| 2016 | "Sorry"                        | Choice Music Single: Male             | Venceu    | [ 144 ] |
| 2016 | "Love Yourself"                | Choice Music: Break-Up Song           | Venceu    | [ 144 ] |
| 2016 | Purpose World Tour             | Choice Summer Tour                    | Indicado  | [ 144 ] |
| 2017 | Justin Bieber                  | Choice Male Artist                    | Indicado  | [ 145 ] |
| 2017 | Justin Bieber                  | Choice Summer Male Artist             | Indicado  | [ 145 ] |
| 2017 | Justin Bieber                  | Choice Instagrammer                   | Indicado  | [ 145 ] |
| 2017 | Justin Bieber                  | Choice Male Hottie                    | Indicado  | [ 145 ] |
| 2017 | "Despacito" (Remix)            | Choice Song: Male Artist              | Indicado  | [ 145 ] |
| 2017 | "Despacito" (Remix)            | Choice Latin Song                     | Venceu    | [ 145 ] |
| 2017 | "Despacito" (Remix)            | Choice Summer Song                    | Venceu    | [ 145 ] |
| 2017 | "2U"                           | Choice Electronic/Dance Song          | Indicado  | [ 145 ] |
| 2017 | "I'm the One"                  | Choice R&B/Hip-Hop Song               | Venceu    | [ 145 ] |
| 2019 | "I Don't Care"                 | Choice Music: Collaboration           | Indicado  | [ 146 ] |
| 2019 | "I Don't Care"                 | Choice Music: Pop Song                | Indicado  | [ 146 ] |